# Kvemo Kartli
Kvemo Kartli (Georgisch: ქვემო ქართლი, letterlijk Neder-Kartli) is een regio (mchare) in het zuiden van Georgië met een oppervlakte van 6436 km² en 436.026 inwoners (2024). De hoofdstad is Roestavi, tevens de derde stad van het land. Sinds 6 mei 2025 is Levan Charabadze gouverneur van de regio.
De regio heeft zeven gemeenten, waarvan hoofdstad Roestavi een zelfstandige stadsgemeente is. De regio komt overeen met het zuidelijke deel van het historische Georgische koninkrijk Kartlië. Het grootste deel van de Azerbeidzjaanse minderheid in Georgië woont in Kvemo Kartli. 

## Geografie
Kvemo Kartli grenst in het westen aan de regio Samtsche-Dzjavacheti, in het noorden aan de regio's Sjida Kartli en Mtscheta-Mtianeti en in het oosten aan Kacheti. Tevens omringt het Tbilisi aan drie zijden. Het nationaal park Tbilisi dat aan de noordoostkant van Tbilisi ligt, ligt deels in Kvemo Kartli. Het zuiden van de regio grenst aan Armenië en Azerbeidzjan. Het westen van de regio is de overgang tussen de Kvemo Kartli- en Dzjavacheti-plateaus die gescheiden worden door de Samsari- en Dzjavachetigebergtes.

### Vulkanisch hoogland
In dit van oorsprong vulkanische grensgebied met Samtsche-Dzjavacheti liggen de hoogste bergtoppen van de regio, waarvan de vulkaankegel Samsari met 3285 meter boven zeeniveau de hoogste is. Andere toppen boven de 3000 meter zijn onder meer de vulkanen Leili (3157 m) en Emlikli (3054 m), die op de grens met Armenië ligt. In het noordwesten van de regio is de wat minder hoge Tavkvetili (2583 m) een prominent in de hoogvlakte aanwezige vulkaankegel. Bij de stad Tsalka ligt in de Tsalkadepressie in de hoogvlakte een stuwmeer, het Tsalka-reservoir. Dit is de bovenkant van de waterkrachtcascade van Chramhesi. De rivier Chrami gaat vanaf Tsalka door een diepe kloof waar een tweetal waterkrachtcentrales zijn gebouwd.

### Trialeti
De moderne gemeente Tsalka in het noorden van Kvemo Kartli komt voor een groot deel overeen met de cultuur-historische streek Trialeti. Het Trialetigebergte vormt de noordgrens van Kvemo Kartli, waarvan de bergkam in de regio ruim 2000 meter hoge toppen heeft. De hoogste berg hier is de 2758 meter hoge Ardzjevani, een van de hoogste toppen van het Trialetigebergte. Ongeveer dertig kilometer ten oosten van de Ardzjevani ligt in de gemeente Tetritskaro het nationaal park Algeti tegen het Trialetigebergte aan.

### Chrami
Het centrale deel van Kvemo Kartli wordt gevormd door het Chrami- en Lokimiddelgebergte, onderdeel van de Kleine Kaukasus, wat tevens het stroomgebied van de Chrami is. Dit is de grootste rivier in de regio die net voorbij de Georgisch-Azerbeidzjaanse grens uitmondt in de Mtkvari. In het Kvemo Kartli-plateau heeft de Chrami een kloof uitgesneden tot 700 meter diep. Naar het oosten toe loopt de regio af naar het Kvemo Kartli-laagland. Waar de hoogvlakte bij Tsalka nog 1500 meter boven zeeniveau ligt, is het Kvemo Kartli-laagland ongeveer 300 meter boven zeeniveau gelegen.

## Bestuurlijke onderverdeling
Kvemo Kartli heeft zeven gemeenten: 
| - Roestavi (stadsgemeente) - Bolnisi - Dmanisi - Gardabani | - Marneoeli - Tetritskaro - Tsalka |

De regio heeft in totaal 363 bewoonde kernen:
- Zeven steden: Bolnisi, Dmanisi, Gardabani, Marneoeli, Roestavi, Tetritskaro en Tsalka
- Zes daba's: Bediani, Chramhesi, Kazreti, Manglisi, Tamarisi en Trialeti
- 351 dorpen, waaronder Achkerpi, Asoereti, Besjtasjeni, Goedarechi, Kizilajlo, Martkopi, Nazarlo, Sadachlo en Talaveri. De dorpen zijn ingedeeld in 113 administratieve gemeenschappen (თემი, temi).

## Demografie
Begin 2024 telde Kvemo Kartli 436.026 inwoners, een stijging van 3% ten opzichte van de volkstelling van 2014. De urbanisatiegraad is 44,4%. Kvemo Kartli was in de periode 2014-2023 de enige regio in Georgië met een significante bevolkingsaanwas over praktisch alle gemeenten. In 2023 daalde de bevolking in de regio met ruim 6000.
| Bevolkingsontwikkeling van de regio Kvemo Kartli | Bevolkingsontwikkeling van de regio Kvemo Kartli | Bevolkingsontwikkeling van de regio Kvemo Kartli | Bevolkingsontwikkeling van de regio Kvemo Kartli | Bevolkingsontwikkeling van de regio Kvemo Kartli | Bevolkingsontwikkeling van de regio Kvemo Kartli | Bevolkingsontwikkeling van de regio Kvemo Kartli | Bevolkingsontwikkeling van de regio Kvemo Kartli | Bevolkingsontwikkeling van de regio Kvemo Kartli | Bevolkingsontwikkeling van de regio Kvemo Kartli | Bevolkingsontwikkeling van de regio Kvemo Kartli | Bevolkingsontwikkeling van de regio Kvemo Kartli | Bevolkingsontwikkeling van de regio Kvemo Kartli | Bevolkingsontwikkeling van de regio Kvemo Kartli | Bevolkingsontwikkeling van de regio Kvemo Kartli | Bevolkingsontwikkeling van de regio Kvemo Kartli | Bevolkingsontwikkeling van de regio Kvemo Kartli | Bevolkingsontwikkeling van de regio Kvemo Kartli | Bevolkingsontwikkeling van de regio Kvemo Kartli |
| Jaar | 1959                                             | 1970                                             | 1979                                             | 1989                                             | 2002*                                            | 2002**                                           | 2014                                             | 2020                                             | 2024                                             |                                                  |                                                  |                                                  |                                                  |                                                  |                                                  |                                                  |                                                  |                                                  |
| Kvemo Kartli | 370.986                                          | 498.573                                          | 524.934                                          | 612.880                                          | 497.530                                          | 443.110                                          | 423.986                                          | 434.241                                          | 436.026                                          |                                                  |                                                  |                                                  |                                                  |                                                  |                                                  |                                                  |                                                  |                                                  |
| --- | ------------------------------------------------ | ------------------------------------------------ | ------------------------------------------------ | ------------------------------------------------ | ------------------------------------------------ | ------------------------------------------------ | ------------------------------------------------ | ------------------------------------------------ | ------------------------------------------------ | ------------------------------------------------ | ------------------------------------------------ | ------------------------------------------------ | ------------------------------------------------ | ------------------------------------------------ | ------------------------------------------------ | ------------------------------------------------ | ------------------------------------------------ | ------------------------------------------------ |
| Roestavi (stad) | 62.395                                           | 98.210                                           | 129.084                                          | 158.661                                          | 116.384                                          | -                                                | 125.103                                          | 128.680                                          | 127.154                                          |                                                  |                                                  |                                                  |                                                  |                                                  |                                                  |                                                  |                                                  |                                                  |
| Bolnisi | 45.019                                           | 60.556                                           | 68.296                                           | 81.920                                           | 74.301                                           | -                                                | 53.590                                           | 55.639                                           | 56.947                                           |                                                  |                                                  |                                                  |                                                  |                                                  |                                                  |                                                  |                                                  |                                                  |
| Dmanisi | 34.174                                           | 43.785                                           | 44.075                                           | 52.208                                           | 28.034                                           | -                                                | 19.141                                           | 20.612                                           | 22.032                                           |                                                  |                                                  |                                                  |                                                  |                                                  |                                                  |                                                  |                                                  |                                                  |
| Gardabani | 72.493                                           | 117.552                                          | 100.439                                          | 115.140                                          | 114.348                                          | -                                                | 81.876                                           | 80.368                                           | 77.919                                           |                                                  |                                                  |                                                  |                                                  |                                                  |                                                  |                                                  |                                                  |                                                  |
| Marneoeli | 72.155                                           | 91.054                                           | 99.867                                           | 124.332                                          | 118.221                                          | -                                                | 104.300                                          | 107.180                                          | 108.474                                          |                                                  |                                                  |                                                  |                                                  |                                                  |                                                  |                                                  |                                                  |                                                  |
| Tetritskaro | 39.150                                           | 36.945                                           | 34.593                                           | 36.432                                           | 25.354                                           | -                                                | 21.127                                           | 22.236                                           | 23.462                                           |                                                  |                                                  |                                                  |                                                  |                                                  |                                                  |                                                  |                                                  |                                                  |
| Tsalka | 45.600                                           | 50.471                                           | 48.580                                           | 44.187                                           | 20.888                                           | -                                                | 18.849                                           | 19.526                                           | 20.038                                           |                                                  |                                                  |                                                  |                                                  |                                                  |                                                  |                                                  |                                                  |                                                  |
| * Uit onderzoek na volkstelling 2014 is gebleken dat volkstelling 2002 8-9 procent te hoog is uitgevallen. **Gecorrigeerde data op basis van retro-projectie 1994-2014 i.s.m. VN. |                                                  |                                                  |                                                  |                                                  |                                                  |                                                  |                                                  |                                                  |                                                  |                                                  |                                                  |                                                  |                                                  |                                                  |                                                  |                                                  |                                                  |                                                  |

### Etniciteit en religie
De bevolking van Kvemo Kartli bestaat volgens de volkstelling van 2014 grotendeels uit Georgiërs (51,3%) en Azerbeidzjanen (41,8%). De Azerbeidzjaanse gemeenschap woont vooral in de gemeenten Marneoeli, Bolnisi en Dmanisi, waar zij in de meerderheid zijn. Andere etnische minderheden zijn Armeniërs (5,1%), etnisch Russen (0,6%), Grieken (0,5%), Osseten (0,2%), Oekraïners (0,1%), Assyriërs (0,1%) en Jezidi (0,1%). De Grieken wonen vooral in de gemeente Tsalka, een overblijfsel uit de periode dat Pontische Grieken hier een grote gemeenschap hadden in verschillende stadjes en dorpen. De ruim 800 Osseten wonen nog voornamelijk in Roestavi en niet in de streek Trialeti (ongeveer het huidige Tsalka) waar ooit een grote Osseetse gemeenschap woonde.
De meeste inwoners zijn Georgisch-Orthodox (51,4%), terwijl 43,0% moslim is. Verder zijn er kleine gemeenschappen Armeens-orthodoxen (3,3%), jehova's (0,4%) en katholieken (0,2%).